# Libro de las preguntas
Libro de las preguntas es una obra póstuma del poeta chileno Pablo Neruda. Fue publicada un año después de su muerte y consiste en una serie de preguntas sin respuestas que escribió a lo largo de su vida. Se recolectaron y en Argentina se publicó el libro.
Neruda cuestiona todo: animales, cosas, personajes históricos, plantas, el sol, a los villanos, al mundo y a sí mismo.
El libro consta de 74 capítulos de 4, 5 o 6 preguntas.

Comienza con:
¿Por qué los inmensos aviones
no se pasean con sus hijos?
Y termina con:
¿Cuándo se dicta bajo tierra
la designación de la rosa?